# Teška industrija (sastav)
Teška industrija je bosanskohercegovački rock-sastav osnovan 1974. u Sarajevu.

## Povijest
Sastav je osnovao klavijaturist Gabor Lenđel (Lengyel), a u početnoj postavi su, uz Lenđela (Lengyela), bili gitarist Vedad Hadžiavdić, basist Ivica Propadalo, bubnjar Senad Begović i pjevač Fadil Toskić. 
Pravu popularnost sastav dobiva tek 1975. godine dolaskom pjevača Seida Memića Vajte. U rujnu iste godine basista Propadala zamenjuje Sanin Karić. Tekstove pjesama uglavnom je pisao pjesnik Duško Trifunović. Sastav je svirao "pjevljivi hard-rock s težištem na Lenđelovim orguljama", dok neki kritičari smatraju da je Teška industrija neizbježna karika u povijesnom nizu koji povezuje progresivni rock Kornelija Kovača s pastirskim rockom Gorana Bregovića.

## Članovi sastava
- Fadil Toskić - vokal (1974.)
- Seid Memić Vajta - vokal (1975. – 1976., 2007.)
- Goran Kovačević - vokal (1976. – 1978.)
- Narcis Lalić - vokal (1984.)
- Sanin Karić - bas-gitara (1975. – 1976.)
- Aleksandar Kostić - bas-gitara (1976. – 1978.)
- Sead Trnka - bas-gitara (1984.)
- Ivica Propadalo - bas-gitara (1974., 2007.–)
- Vedad Hadžiavdić - gitara (1974., 2007.–)
- Senad Begović - bubnjevi (1974. – 1978.)
- Munib Zoranić - bubnjevi (1976. – 1984.)
- Marko Lazarić - bubnjevi (2007.)
- Gabor Lenđel - klavijature (1974. – 1977., 2007.)
- Zoran Krga - klavijature (1984.)
- Darko Arkus - klavijature (1976. – 1978.)
- Ivana Greguric - klavijature (2007. – 2009.)
- Zrinka Majstorović - klavijature (2009. – 2010.)
- Fran Šokić - klavijature (2010.–)
- Igor Razpotnik - synth, samplovi (2007.)
- Dino Olovčić - klavijature (1984. – 1998.)
- Alen Mustafić - vokal (1989. – 1998.)
- Admir Ćeremida - bubnjevi (1994. – 1996.)
- Haris Kapetanović - bas-gitara (1995. – 1998.)
- Damjan Brezovec - bubnjevi (1996. – 1998.)
- Marta Kuliš - vokal (2008. – 2009.)
- Robert Domitrović - bubnjevi (2009.–)
- Lea Mijatović - vokal (2009. – 2016.)
- Maja Bajamić - vokal (2016. – 2017.)
- Lucija Lučić - vokal (2017. – 2018.)
- Maja Svibovec - vokal (2017.)
- Matea Matković - vokal (2018. – 2019)
- Gabrijela Babić - vokal (2019.–   )

## Diskografija

### Singlovi
- "Karavan" / "Ufo" (Jugoton 1975.)
- "Kolika je Jahorina planina" / "Kovači sreće" (Jugoton 1975.)
- "Kadija" / "Šta je rekla Ana" (Jugoton 1975.)
- "Život je maskenbal" / "Našem putu kraja nema" (Jugoton 1976.)
- "Štap" / "Nepoznata pjesma" (Jugoton 1976.)
- "Alaj mi je večeras po volji" / "Ja i ti i ljubav naša" (Jugoton 1977.)
- "Igraj mala opa, opa" / "Otišla je ljubav moja" (Jugoton 1977.)
- "Vajta & Teska industrija. 31 godina poslije" (Croatia Records 2006.)
- "Mare i Marko" (Croatia Records 2007.)

### Studijski albumi
- Ho-ruk (Jugoton 1976.)
- Teška industrija (Jugoton 1976.)
- Zasviraj i za pojas zadjeni (Jugoton 1978.)
- Ponovo sa vama (Sarajevo disk 1984.)
- Sarajevska noć (Art of Voice-Megaton 1996.)
- Ruže u asfaltu (1999.)
- Kantina (Croatia Records 2007.)
- Nazovi album pravim imenom (Hit records 2010.)
- Bili smo raja (Croatia Records 2011.)

### Kompilacije
- Seid Memić Vajta & Teška industrija (Jugoton 1981.)
- Teška industrija (Krin Music 1995.)
- Karavan - Izvorne snimke 1975./1976. (Croatia Records 2002.)

## Vanjske poveznice
- Službena stranica Teške industrije